# Palizzi
Palizzi ist eine süditalienische Gemeinde (comune) mit 1903 Einwohnern (Stand 31. Dezember 2023) in der Metropolitanstadt Reggio Calabria in Kalabrien. Die Gemeinde liegt etwa 70 Kilometer ostsüdöstlich von Reggio Calabria direkt am Ionischen Meer und am Parco nazionale dell'Aspromonte.

## Persönlichkeiten
- Sebastiano Siviglia (* 1973), Fußballtrainer und -spieler (Verteidiger)

## Verkehr
Entlang der Küstenlinie führt die Strada Statale 106 Jonica von Reggio di Calabria nach Tarent.